# 阿乔米人
阿喬米人（波斯語：‎），或称胡德穆尼人(波斯語：‎)、拉雷斯坦人（波斯語：‎），是伊朗南部的波斯亚族群。
他们生活在该省的南部法爾斯省和克爾曼省，该省的东部布什爾省以及该省的几乎所有地方霍爾木茲甘省;
其中大多数是逊尼派，也是波斯湾边境国家的原产地，例如：科威特，巴林，阿联酋，卡塔尔和阿曼。
他们的母语是一种叫做阿喬米語的语言，与古波斯語有密切关系。